# Хафджи – Танаджиб
Хафджи – Танаджиб – трубопровід, призначений для транспортування частини попутного газу з родовища Хафджи (північне завершення супергігантського родовища Сафанія), яке знаходиться у нейтральній зоні між Кувейтом та Саудівською Аравією та перебуває у спільній розробці.
В 2014 році видобуток з Хафджи припинили, однією з причин чого було спалювання надлишкового попутного газу, який не могли використати на промислі. Розробка відновилась лише в 2020-му, при цьому попутний газ із значним вмістом сірководню може спрямовуватись для переробки по кувейтському газопроводу Хафджи – Міна-аль-Ахмаді (став до ладу в 2021-му) та саудійському газопроводу Хафджи – Танаджиб (є відомості про завершення робіт ще у 2018-му).
Саудійський трубопровід, що позначається як KFTNGT-1 (Khafji Tanajib Gas Trunkline-1), має довжину 105 км та виконаний в діаметрі 400 мм. В кінцевому пункті він може передавати ресурс до трубопроводу Танаджиб – Беррі.